# فرودگاه ۱۹۷۵
فرودگاه ۱۹۷۵ (انگلیسی: Airport 1975) که با نام فرودگاه ۷۵ نیز شناخته می‌شود، فیلمی است آمریکایی در ژانر حادثه‌ای که در ۱۹۷۴ و در پی موفقیت چشمگیر فیلم فرودگاه توسط استودیو یونیورسال پیکچرز ساخته شد. کارگردانی این فیلم که دومین اثر از سری فیلم‌های فرودگاهی یونیورسال محسوب می‌شود بر عهدهٔ جک اسمایت بوده و شماری از بازیگران سرشناس سینما و تلویزیون آمریکا همچون چارلتون هستون، کارن بلک، جورج کندی، افرم زیمبالیست جونیور، لیندا بلر، دانا اندروز، سید سزار، میرنا لوی و گلوریا سوانسون در آن ایفای نقش کرده‌اند. داستان فیلم در ارتباط با برخورد یک هواپیمای کوچک شخصی با یک بوئینگ ۷۴۷ مسافربری است که منجر به ایجاد حفره‌ای در کابین خلبان و کشته و زخمی شدن تمام خدمه پرواز شده و سرمهماندار هواپیما مجبور به هدایت آن می‌شود.
فیلمبرداری فیلم فرودگاه ۷۵ را فیلیپ لاتروپ انجام داده و چندین صحنهٔ هوایی نمایش داده شده و نشده از فیلم در ۱۹۹۹ مورد استفادهٔ فیلم کم خرج و حادثه‌ای Sonic Impact قرار گرفته است. همچنین فرودگاه ۷۵ یکی از فیلم‌هایی است که در فیلم کمدی هواپیما! (۱۹۸۰) که هجویه‌ایست بر فیلم‌های ژانر حادثه‌ای مورد هجو قرار گرفته است.

## خلاصه داستان
پرواز شماره ۴۰۹ هواپیمایی کلمبیا که به دلیل پرواز شبانه و مسیر طولانی با نام پرواز چشم قرمز مخصوص شناخته می‌شود فرودگاه دالز واشینگتن را به مقصد فرودگاه لوس آنجلس ترک می‌کند. همان زمان هواپیمای شخصی کوچک دو موتوره‌ای نیز به خلبانی اسکات فریمن از فرودگاه آیداهو به سمت لوس آنجلس به پرواز در می‌آید. به دلیل بروز طوفان و مه غلیظ، برج مراقبت از هر دو هواپیما می‌خواهد که به سمت فرودگاه سالت لیک تغییر مسیر دهند. پس از مدتی دو هواپیما در جهت رو به هم ولی در دو ارتفاع متفاوت شروع به کم کردن ارتفاع برای فرود در فرودگاه سالت لیک می‌کنند. اما فریمن به ناگاه دچار درد شدیدی در قفسه سینه اش شده و کنترل هواپیما را از دست می‌دهد. هواپیمای کوچک از مسیر اصلی خود خارج شده و وارد ارتفاع پروازی هواپیمای مسافربری می‌شود. خلبانان ۴۰۹ که درگیر مشکل پیش آمده برای موتور شمارهٔ ۳ هستند فرصت تغییر مسیر نمی‌یابند و هواپیمای دو موتوره با کابین خلبان کلمبیا ۴۰۹ برخورد می‌کند. در اثر این برخورد سوراخی در سمت راست کابین ایجاد شده و کمک خلبان یورایس به بیرون کشیده شده، مهندس پرواز جولیو کشته شده و خلبان استیسی نیز از ناحیه چشم به شدت مجروح می‌شود و تنها موفق به فعال کردن خلبان اتوماتیک می‌گردد. سرمهماندار نانسی پرایر به برج مراقبت سالت لیک می‌گوید که دیگر کسی نیست که هواپیما را هدایت کند و کمک می‌خواهد. برج مراقبت به او می‌گوید که جای خلبان بنشیند تا به او بگویند چکار کند. از سوی دیگر جو پترونی که معاون شرکت بوده و همسر فرزندش در پرواز ۴۰۹ هستند و آلن مرداک که سر معلم خلبانان ۷۴۷ بوده و نامزد نانسی می‌باشد برای کمک به او آماده می‌شوند. با وجود انیکه نانسی توانسته است هواپیما را هدایت کند اما کوه‌های راکی در برابر او قرار دارد که گذشتن از آنها و فرود آوردن هواپیمای آسیب دیده که دچار نشت بنزین نیز شده است برایش کار آسانی نخواهد بود. پترونی پیشنهاد یک انتقال در آسمان و فرستادن خلبانی به درون هواپیما از طریق شکاف ایجاد شده را می‌دهد. از نیروی هوایی کمک خواسته شده و آنها هلیکوپتر، تجهیزات و یکی از خلبانان ورزیدهٔ خود به نام سرگرد جان الکساندر را برای این کار می‌فرستند. در همین زمان تماس رادیویی نیز قطع شده و نانسی تنها با راهنمایی‌های کاپیتان مجروح موفق به عبور از کوهی که در مقابلشان قرار گرفته است می‌شود. سرانجام هلیکوپتر نظامی به ۴۰۹ می‌رسد و سرگرد الکساندر را به پایین می‌فرستند، اما قلاب کمربند او بر اثر گیر کردن به قسمتی از بدنه شکسته هواپیما باز شده و سبب سقوط و کشته شدن سرگرد می‌شود. با این اتفاق آلن مرداک علی‌رغم مخالفت پترونی آمادهٔ انتقال شده و سرانجام موفق به ورود به کابین خلبان ۴۰۹ می‌شود. اینک هواپیما آماده فرود در فرودگاه سالت لیک است و تمامی نیروهای امدادی در فرودگاه به حالت آماده باش درآمده‌اند. هواپیما بر زمین می‌نشیند اما فشار ترمزش کم شده و امکان توقف آن وجود ندارد. سرانجام مرداک با کوباندن بال هواپیما به یکی از تجهیزات انتهای باند موفق به متوقف کردن بوئینگ ۷۴۷ شده و از مسافران به خاطر پرواز با شرکت هواپیمایی کلمبیا تشکر می‌کند.

## بازیگران
| نام بازیگر            | نقش                  | توضیحات نقش |
| --------------------- | -------------------- | --- |
| چارلتون هستون         | الن مرداک            | سر معلم خلبان‌های ۷۴۷ و نامزد نانسی                                                                                           |
| کارن بلک              | نانسی پرایر          | سرمهماندار پرواز شماره ۴۰۹ کلمبیا و نامزد آلن مرداک                                                                          |
| جورج کندی             | جو پترونی            | معاون شرکت هواپیمایی کلمبیا                                                                                                  |
| افرم زیمبالیست جونیور | کاپیتان استیسی       | کاپیتان پرواز شماره ۴۰۹ کلمبیا                                                                                               |
| سوزان کلارک           | خانم پترونی          | همسر جو پترونی |
| هلن ردی               | خواهر راث            | خواهر روحانی و خواننده و نوازندهٔ گیتار                                                                                       |
| لیندا بلر             | جنیس ابوت            | دختر بیمار نیازمند پیوند کلیه                                                                                                |
| دانا اندروز           | اسکات فریمن (اسکاتی) | خلبان هواپیمای دو موتوره |
| روی تینس              | یورایس               | کمک خلبان پرواز شماره ۴۰۹ کلمبیا                                                                                             |
| اریک استرادا          | جولیو                | مهندس پرواز شماره ۴۰۹ کلمبیا                                                                                                 |
| سید سزار              | بارنی                | مسافری که صحنه‌ای کوچک در فیلمی که در طول پرواز ۴۰۹ نمایش داده می‌شد را بازی کرده بود و به خاطر دیده شدن، سوار هواپیما شده بود |
| میرنا لوی             | خانم دووینی          | بانوی مسافری می‌دوست |
| اد نلسون              | سرگرد جان الکساندر   | سرگرد نیروی هوایی و داوطلب انتقال هوایی به داخل پرواز ۴۰۹                                                                    |
| نانسی اولسون          | خانم ابوت            | مادر دختر بیمار جنیس |
| لری استورچ            | گلن پرسل             | خبرنگار شبکه کی‌اس‌ال سالت لیک                                                                                                 |
| مارتا اسکات           | خواهر بئاتریس        | مادر روحانی |
| ایرنه تسو             | کارول                | مهماندار |
| کریستوفر نوریس        | بت                   | مهماندار |
| گلوریا سوانسون        | در نقش خودش          | |

## گروه تولید
- فیلمنامه: دان اینگالز
- کارگردان: جک اسمایت
- تهیه کنندگان: ویلیام فرای، جنینگز لانگ
- مدیر فیلمبرداری: فیلیپ اچ. لاتروپ
- موسیقی: جان کاکاوس
- آهنگ: «من بهترین دوست خودم هستم» به خوانندگی و نوازندگی هلن ردی
- طراحی لباس: ادیث هد
- طراحی صحنه: میکی اس. مایکلز
- جلوه‌های ویژه: بن مک‌میان
- تدوین: جی. تری ویلیامز
- مشاور فنی: کاپیتان دانلد مک‌بین

## هواپیماها
| در فیلم       | نوع هواپیما               | شماره سریال      | اولین پرواز | تاریخ تحویل به شرکت هواپیمایی                         | در تملک / اجارهٔ                                                  | شماره دم                  | آخرین وضعیت                                                                |
| ------------- | ------------------------- | ---------------- | ----------- | ----------------------------------------------------- | ---------------------------------------------------------------- | ------------------------- | -------------------------------------------------------------------------- |
| کلمبیا ۴۰۹    | بوئینگ ۷۴۷-۱۲۳            | MSN 20390 LN:136 | ۷ مه ۱۹۷۱   | ۲۵ مه ۱۹۷۱ ۲ ژوئن ۱۹۷۶ ۱۰ ژانویه ۱۹۷۷ ۱۲ سپتامبر ۱۹۸۴ | امریکن ایرلاینز/امریکن فریتر ای‌تی‌ام (اجاره) امریکن فرایتر یوپی‌اس | N9675 OD-AGM N9675 N675UP | انبار شده (از ۲۰۰۵)                                                        |
| هواپیمای شخصی | بیچ‌کرافت بارون بیچ ۹۵-آ۵۵ | TC431            |             |                                                       | شخصی                                                             | N9750Y                    | این هواپیما در ۲۴ اوت ۱۹۸۹ بر اثر برخورد هوایی با هواپیمایی دیگر سقوط کرد. |

بوئینگ ۷۴۷ مورد استفاده در فیلم، صد و سی و ششمین ۷۴۷ ساخته شده می‌باشد ∗ که در ۱۹۷۱ به عنوان هواپیمای مسافربری وارد ناوگان امریکن ایرلاینز شد و چندی بعد به عنوان هواپیمای باری به بخش حمل و نقل هوایی شرکت امریکن با عنوان امریکن فریتر منتقل گشت. کمپانی یونیورسال این هواپیما را از امریکن ایرلاینز به مبلغ ۳۰ هزار دلار در روز اجاره نمود و با تنها تغییر رنگ دادن نوار قرمز پایین پنجره‌ها به آبی و افزودن نام و لوگوی شرکت ساختگی کلمبیا ایرلاینز بر بدنهٔ هواپیما، آنرا آمادهٔ فیلمبرداری نمود. کار فیلمبرداری سکانس‌های مربوط به هواپیما در طی دو روز به پایان رسید و هواپیما به امریکن ایرلاینز بازگردانده شد. این هواپیما در ۱۹۸۴ به یونایتد پارسل سرویس (یوپی‌اس) که یک شرکت حمل و نقل هوایی است فروخته شد و در ۲۰۰۵ یوپی‌اس آنرا از سرویس دهی خارج کرده و از آن زمان در مرکز راسول انبار شده است.
هواپیمای دو موتورهٔ بیچ‌کرافت بارون ۹۵-آ۵۵ که علی‌رغم داشتن شمارهٔ دم N9750Y در فیلم با نام بارون ۲۳۲ زولو شناخته می‌شد در ۲۴ اوت ۱۹۸۹ بر فراز کالیفرنیا با یک هواپیمای سسنا ۱۸۰ برخورد کرده و سقوط نمود. در طی این حادثه خلبانان هر دو هواپیما کشته شدند.

## جوایز
- ۱۹۷۵ - نامزد دریافت جایزه گلدن گلوب آینده‌دارترین نو بازیگر زن - هلن ردی

## دنباله‌ها
- فرودگاه ۷۷
- فرودگاه ۷۹، کنکورد